# Magdalena de Kino
Magdalena de Kino is een stad in de Mexicaanse staat Sonora. Magdalena de Kino heeft 68.402 inwoners (census 2005) en is de hoofdplaats van de gemeente Magdalena.
De plaats is genoemd naar de jezuïet Eusebio Francisco Kino, die er overleed en er begraven is. Magdalena de Kino is de geboorteplaats van de in 1994 vermoorde politicus Luis Donaldo Colosio.

## Stedenbanden
- Guadalajara (Mexico)

## Geboren
- Luis Donaldo Colosio (1950-1994), politicus